# 諸井克英
諸井 克英（もろい かつひで、1952年 -　）は、日本の社会心理学者。同志社女子大学名誉教授。
- 1971年萩高校卒。1975年名古屋大学文学部心理学科卒。82年同大学院文学研究科博士課程単位取得退学。1993年『孤独感に関する社会心理学的研究 -原因帰属および対処方略との関係を中心として』」で論文博士取得(博士<心理学> 名古屋大学)。
- 1985年静岡大学人文学部社会学科（社会心理学)専任講師、助教授、教授。1996年静岡大学人文社会科学研究科“マルゴウ”教授審査合格。
- 2001年同志社女子大学現代社会学部教授（設置審合格）。2003年同志社女子大学国際社会システム研究科“マルゴウ”教授審査合格。2006年生活科学部・人間生活学科教授。2008年生活科学研究科生活デザイン専攻届け出設置に伴う配置換え。2018年人間生活学科特任教授。2023年3月退職。2023年同志社女子大学名誉教授。

## 単著
- 『孤独感に関する社会心理学的研究－原因帰属および対処方略との関係を中心として－』

1995年　風間書房　全文202頁[平成６年度科学研究費補助金「研究成果公開促進費」助成]
- 『夫婦関係学への誘い－揺れ動く夫婦関係－』　2003年　ナカニシヤ出版　全文160頁
- 『ハイロウズの掟―青年のかたち―』　2005年	　晃洋書房　全文175頁
- 『ことばの想い－音楽社会心理学への誘い－』　2015年 ナカニシヤ出版　全文125頁
- 『動物園の社会心理学―動物園が果たす役割と地方動物園が抱える問題―』

　　2018年　晃洋書房　全文176頁<古性摩里乃との共著>
- 『表象されるプロレスのかたち－多様化する眼前のエンターテインメント－』

　　  2021年　ナカニシヤ出版　全文146頁
- 『「メンヘラ」の響き－幸せと不幸せが鳴り響く濁り江－』 2025年　彩流社　全文132頁

## 共著
- 川浦康至・川上善郎・宮田加久子・栗田宣義・向後千春・成田健一・諸井克英　共著

『メディアサイコロジー』　1995年　富士通ブックス　
担当部分：第5章「電話コミュニケーションと対人関係」（pp.159-190）
- 諸井克英・中村雅彦・和田実　共著

『親しさが伝わるコミュニケーション－出会い・深まり・別れ－』　1999年 金子書房
第５章「夫婦のコミュニケーション」(Pp.150-188)
第６章「現代青年のコミュニケーション」(Pp.189-220)
- 土肥伊都子・諸井克英　共著

『福祉の社会心理学－みんなで幸せになる方法―』　2001年　ナカニシヤ出版　第１章「幸せになるために」(Pp.7-45)　
第２章「お互いに援助し合う社会」(Pp.47-75)
- 諸井克英・宗方比佐子・小口孝司・土肥伊都子・金野美奈子・安達智子　共著

　『彷徨するワーキング・ウーマン』	2001年　北樹出版　
はじめに(Pp.3-5)　
第１章「彷徨するワーキング・ウーマン」(Pp.11-33)
- 和田 実・諸井克英　共著

　『青年心理学への誘い－漂流する若者たち－』　2002年　ナカニシヤ出版　第３章「成長する私－「自己」の形成と確立－」(Pp.27-44)  　第４章「彷徨する親子関係－巣立ちする私－」(Pp.45-66)　第７章「未来を目指して－進路選択－」(Pp.107-122)　第８章「浮遊する心－青年の心理学的健康－」(Pp.123-140)

## 分担執筆
- 静岡教養心理学研究グループ編 『現代心理学　―心を科学する　―』 　1989年　酒井書店　pp.163-185 「対人的環境における個人」
- 大坊郁夫・安藤清志編 『社会の中の人間理解―社会心理学への招待―』　1992年

ナカニシヤ出版　　pp.130-141「孤独感と対人行動」
- 大坊郁夫・奥田秀宇編　『親密な対人関係の科学』　1996年　誠信書房

　pp.59-85　「親密な関係における衡平性」
- 宮沢秀次編著『ばーじょんあっぷ　自分でできる心理学』　1997年　ナカニシヤ出版　pp.64-67　「孤独感」

- 柏木惠子・高橋恵子編著『心理学とジェンダー』　1997年　有斐閣

　pp.64-67　「家庭内労働の衡平性と夫婦関係満足感－性役割観と社会的比較－」
- 田中堅一郎編　『社会的公正の心理学－心理学の視点から見た「フェア」と「アンフ ェア」』　1998年　ナカニシヤ出版

　pp.41-59　「対人関係における公正さ：　親密な関係への衡平理論の適用」
- 藤田達雄・土肥伊都子編　『女と男のシャドウ・ワーク』　2000年　ナカニシヤ出版

　pp.41-51　「彷徨する夫婦関係－衡平性の観点から－」
- 廣井 修・船津 衛編　『情報通信と社会心理<シリーズ情報環境と社会心理6>』　2000年　北樹出版　　　　　　　　　　　　　　　　　　pp.155-172　「情報通信の病理: 親和コミュニケーションの彷徨」

- 津村俊充編『子どもの対人関係能力を育てる』　2002年　教育開発研究所

教職研修総合特集読本シリーズ　151号　pp.92-95「携帯電話と対人コミュニケーション」
- AERA　MOOK『コミュニケーション学がわかる』　2004年朝日新聞社　96号

　pp.134-137　「携帯電話－孤独の迷宮と親指コミュニケーション－」
- 発達  『生きる意味を語ろう』  2004年　ミネルヴァ書房　100号

　pp.54-60　「図地反転」する夫婦関係
- 大島正光他監修『ストレススケールガイドブック』　2004年　実務教育出版

　　pp.316-319　「バーンアウト尺度　(Maslach's Burnout Inventory日本語版)」
- 同志社女子大学編『ピクルスの気持ち－高校生短歌のこゝろ－』　2004年　晃洋書房

　　pp.187-205	　「凝縮された空間に溢れる親子関係」
- 大野木裕明・宮沢秀次・二宮克美　編著『調査実験　自分でできる心理学』　2007年　ナカニシヤ出版　　　　　　　　　　　　　　　pp.94-97　「孤独感」

- 藤森立男編著『人間関係の心理パースペクティブ』　2010年　誠信書房

　　pp.71-85　「人間関係と孤独感」

## 事典分担執筆
- 古畑和孝編 『社会心理学小辞典』	1994年

「孤独感」「シャイネス」「社会的孤立」項目執筆
- 詫摩 武俊 監修 『性格心理学ハンドブック』　1998年　福村出版

　pp.956-957　「電話コミュニケーション」
- 久世敏雄・斎藤耕二監修『青年心理学事典』　	2000年　福村出版

　p.296　「ポケベルとベルフレンド」
- 日本社会心理学会編　『社会心理学事典』　2009年　丸善

「孤独感」「衡平理論」項目執筆

## 論文
- Ciniiを「諸井克英」で参照して下さい。